# إقليم جيولوجي

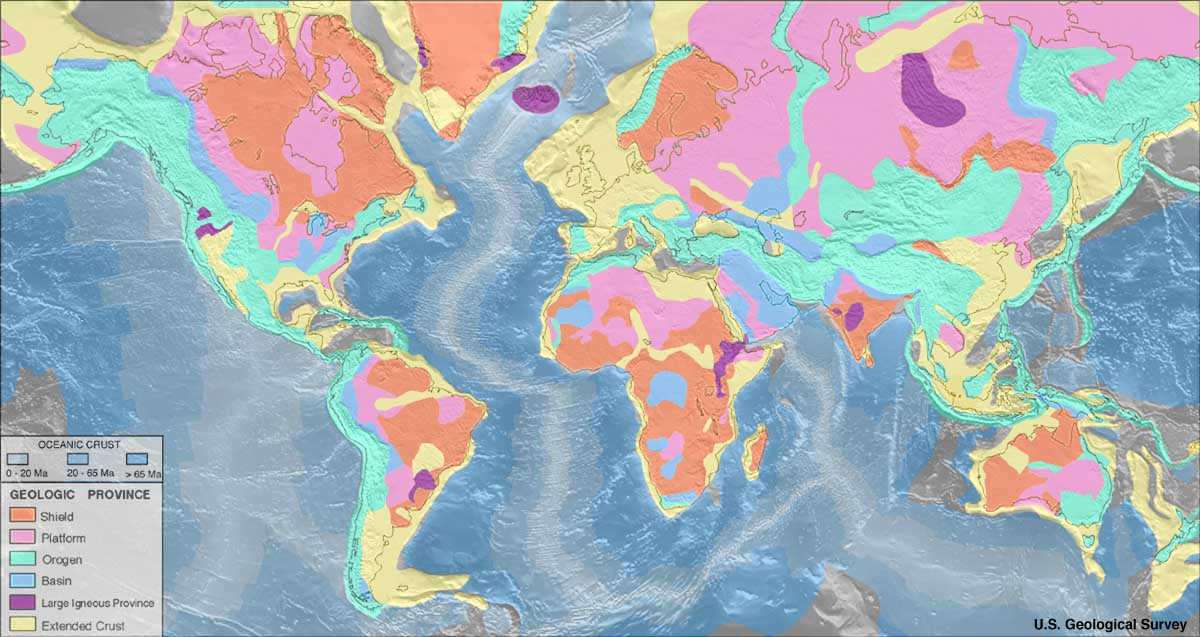
أقاليم العالم الجيولوجية (USGS)

الإقليم الچيولوچي أو الإقليم الچيومورفولوچي هو كيان مكاني ذو سمات چيومورفولوچية أو چيولوچية مشتركة، الإقليم قد يتضمن عنصر بنيوي واحد مهيمن، مثل حوض أو طية، أو عدد من العناصر المتجاورة المتعلقة ببعضها، وقد يكون للعناصر المتجاورة عنصر بنيوي واحد ولكن يتم اعتبارها منفصلة نظرًا لتواريخها المختلفة.

## وصلات خارجية
- Geologic Province Map of the World (ناسا)
- Definitions for the Geologic Provinces (الماسح الچيولوچي الأمريكي)